# Albert Kesselring
Albert Konrad Kesselring (Marktsteft, 30 novembre 1885 – Bad Nauheim, 16 luglio 1960) è stato un generale tedesco con il grado di feldmaresciallo.
Dopo aver prestato servizio in artiglieria durante la prima guerra mondiale, entrò a far parte della nuova Luftwaffe di cui fu uno dei principali organizzatori. Durante la seconda guerra mondiale comandò con notevole efficacia flotte aeree nel corso dell'invasione della Polonia, della campagna di Francia, della battaglia d'Inghilterra e dell'operazione Barbarossa. Durante queste campagne diresse una serie di incursioni aeree contro agglomerati urbani nemici.
Nel novembre del 1941 divenne comandante in capo tedesco dello scacchiere Sud ed ebbe il comando generale delle operazioni nel Mediterraneo, che comprendevano anche le operazioni in Nordafrica. Mentre la collaborazione con il generale Erwin Rommel fu spesso difficile, nel complesso seppe mantenere buoni rapporti con i dirigenti politico-militari italiani. Dall'estate del 1943, e soprattutto dopo l'8 settembre di quell'anno, assunse il comando supremo di tutte le forze tedesche in Italia e condusse la lunga campagna difensiva contro gli Alleati. Verso la fine della guerra, dal marzo 1945, comandò le forze germaniche sul fronte occidentale senza poter evitare la resa finale.
Kesselring mantenne il controllo dell'Italia occupata con grande durezza, represse il movimento di Resistenza e fu responsabile di numerosi crimini di guerra, sia contro i partigiani sia contro la popolazione civile. Per questo fu processato dagli Alleati e condannato a morte, sentenza poi commutata in ergastolo per intervento del governo britannico. Fu in seguito rilasciato nel 1952 senza aver mai rinnegato la sua lealtà ad Adolf Hitler. Pubblicò in seguito le sue memorie intitolate Soldat bis zum letzten Tag ("Soldato fino all'ultimo giorno").

## Biografia
Kesselring nacque a Marktsteft, in Baviera il 30 novembre 1885, figlio di un insegnante, Karl Kesselring e sua moglie Rosa. Nel 1904 si arruolò nell'esercito imperiale tedesco come ufficiale cadetto (Fahnenjunker) nel 2º Reggimento Bavarese di Artiglieria. Di base a Metz, questo Reggimento fu responsabile dei presidi della zona. Rimase inquadrato in questo reggimento fino al 1915, fatta eccezione per il periodo in cui frequentò l'Accademia Militare dal 1905 al 1906, alla conclusione del quale ricevette i gradi di tenente, e la Scuola di Artiglieria dal 1909 al 1910. Sposò Luise Anna Pauline Keyssler nel 1910. La coppia adottò Ranier, figlio di suo cugino Kurt Kesselring nel 1913.

### La Grande Guerra
Dopo lo scoppio della prima guerra mondiale nel 1915, Kesselring fu trasferito al 1º Reggimento bavarese di artiglieria, inglobato nella 6ª Armata tedesca. Nel 1916 fu nuovamente trasferito al 3º Reggimento bavarese di artiglieria. Nel 1917 fu destinato allo stato maggiore di comando sul fronte orientale della 1ª Divisione bavarese. Nel 1918, ritornò sul fronte occidentale come membro dello stato maggiore del II e III Corpo bavarese.
Durante la prima guerra mondiale fu trasferito al servizio aereo dell'esercito tedesco dove instaurò uno stretto rapporto di amicizia con Hermann Göring. Si racconta che durante il periodo bellico Kesselring fumò frequentemente circa 20 sigari al giorno. Smise però di fumare nel 1925.

### Tra le due guerre
Alla fine della guerra, Kesselring fu coinvolto nella smobilitazione del III Corpo Bavarese nella zona di Norimberga, in seguito fu spiccato un mandato di arresto per la sua presunta partecipazione in un putsch contro il comando del III Corpo Bavarese.
Dal 1919 al 1922 prestò servizio al comando di una batteria di artiglieria. Il 1º ottobre 1922 fu reclutato dalla Reichswehr (Forze di Difesa del Reich) e fu impiegato dal dipartimento d'addestramento militare presso il Ministero della Difesa a Berlino. Rimase al suo posto fino al 1929, quando ritornò in Baviera in qualità di comandante dell'esercito del Wehrkreis VII. A quel tempo presso la Reichswehr, Kesselring fu impiegato nell'organizzazione dell'esercito, con il compito di creare il miglior esercito possibile con le limitate risorse disponibili. Fu coinvolto nella riorganizzazione del Dipartimento di Artiglieria, gettando le basi per lo sviluppo della ricerca che avrebbe prodotto nuove armi. Kesselring passò due anni a Dresda come tenente colonnello con il 4º Reggimento Artiglieria.

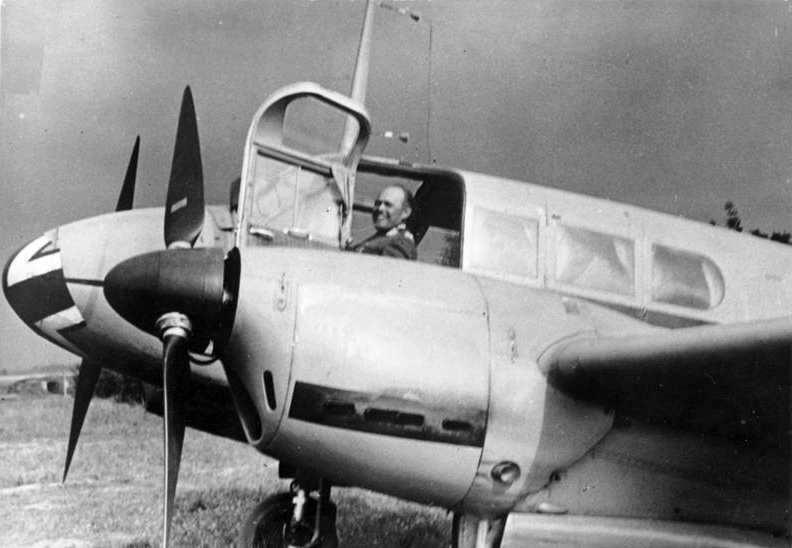
Kesselring al posto di pilotaggio di un Siebel Fh 104 Hallore.

Contro i suoi desideri, Kesselring fu dimesso dall'esercito il 1º ottobre 1933 e divenne capo del dipartimento amministrativo presso il Commissariato del Reich per l'Aviazione (Reichskommissariat für die Luftfahrt), l'antesignano del Reichsluftfahrtministerium, il Ministero dell'Aeronautica. Come capo dell'amministrazione, dovette crearsi un nuovo staff. Fu inoltre coinvolto nella ricostruzione dell'industria aeronautica e nella costruzione di fabbriche segrete, forgiando alleanze con industriali e ingegneri aeronautici.
All'età di 48 anni imparò a volare. Kesselring riteneva che una conoscenza di prima mano di tutti gli aspetti dell'aviazione fosse cruciale per poter essere in grado di comandare degli aviatori, nonostante fosse ben consapevole che gli ultimi arrivati come lui stesso non erano apprezzati dai vecchi pionieri o dai giovani aviatori. Conseguì le abilitazioni nel pilotare vari aerei sia monomotori sia plurimotori e continuò a volare tre o quattro giorni alla settimana fino al 1945.
Tra le due guerre Kesselring rimase nelle forze armate e fu promosso maggior generale (Generalmajor) nel 1932. In seguito entrò a far parte della neonata Luftwaffe sotto il comando di Erhard Milch, dove nel 1936 venne promosso Generalleutnant (tenente generale). In seguito alla morte di Walther Wever in un incidente aereo, Kesselring divenne Capo di stato maggiore della Luftwaffe il 3 giugno 1936. In questa veste, Kesselring diresse l'espansione della Luftwaffe, l'acquisto di nuovi tipi di velivoli come il Messerschmitt Bf 109 e il Junkers Ju 87, e lo sviluppo del paracadute. La sua principale mansione fu il supporto alla Legione Condor nella Guerra civile spagnola. Comunque, il suo servizio fu rovinato dai conflitti personali e professionali con il suo superiore, il generale Erhard Milch, e per questo chiese di essere esonerato.
Il comandante della Luftwaffe, Hermann Göring, acconsentì e Kesselring divenne il comandante del III Distretto Aereo di base a Dresda. Il 1º ottobre 1938 fu promosso General der Flieger e divenne comandante della Luftflotte 1, di base a Berlino.

## La seconda guerra mondiale

### Polonia
Nel corso dell'Invasione della Polonia, la Luftflotte 1 di Kesselring operò in supporto al Gruppo Armate Nord, comandate dal colonnello-generale Fedor von Bock. Nonostante non fosse sotto il comando di von Bock, Kesselring lavorò esclusivamente con lui e si considerò sempre ai suoi ordini relativi alla guerra sul suolo. Kesselring si sforzò di provvedere nel miglior modo possibile per supportare l'esercito a terra e sfruttò la flessibilità della potenza aerea per concentrarla su ogni possibile punto critico dello schieramento tedesco, come accadde nella battaglia del fiume Bzura. Cercò inoltre di tagliare le comunicazioni dell'esercito polacco attraverso gli attacchi aerei su Varsavia.
Kesselring stesso fu abbattuto in Polonia dall'Aviazione polacca. In tutto fu abbattuto cinque volte nel corso della seconda guerra mondiale. Per il ruolo svolto nella campagna di Polonia, Kesselring fu decorato con la Croce di Cavaliere della Croce di Ferro da Adolf Hitler.

### Europa Occidentale

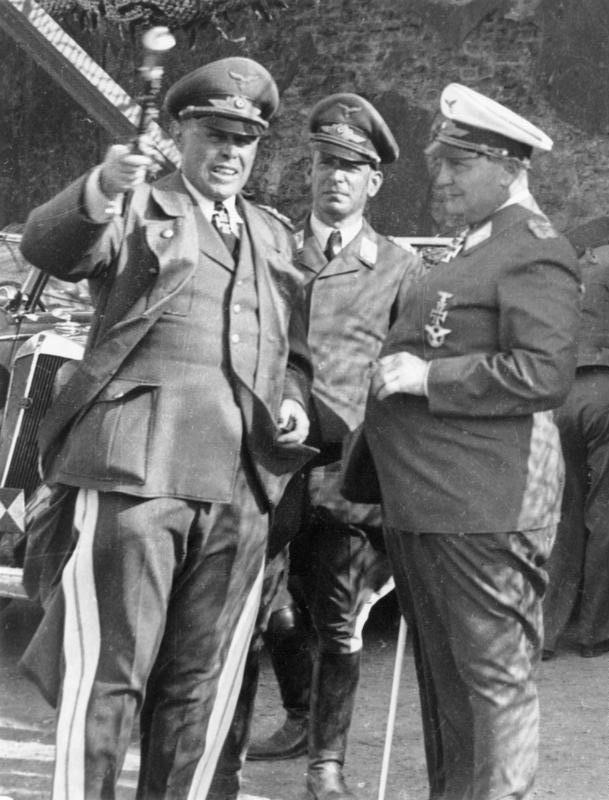
Kesselring (sinistra), con Wilhelm Speidel (centro), ed Hermann Göring (destra)

La Luftflotte 1 di Kesselring non fu impiegata nella preparazione della campagna sul Fronte occidentale rimanendo di presidio all'est, stabilendo una nuova base e creando la Air Raid Precautions, un network nella Polonia occupata. Comunque, dopo che un aereo fu costretto a un atterraggio di emergenza in Belgio con copie dei piani d'invasione tedeschi il Generalfeldmarschall Hermann Göring rilevò dal comando della Luftflotte 2, il General der Flieger Hellmuth Felmy, e nominò Kesselring al suo posto. Kesselring volò nel suo nuovo quartier generale a Münster già il 13 gennaio 1940 e portò con sé il suo capo staff, Generalmajor Wilhelm Speidel.
Arrivato in Occidente, Kesselring trovò la Luftflotte 2 operante in supporto al Gruppo d'armate B di von Bock. Mentre le operazioni iniziali contro i Paesi Bassi seguivano i piani e i caccia e bombardieri di Kesselring ottenevano la vittoria contro la esigua aviazione olandese, i paracadutisti piombarono sulle indebolite linee nemiche. Il 14 maggio 1940, in risposta a una richiesta di assistenza dal General der Flieger Kurt Student, Kesselring ordinò il bombardamento a tappeto del centro di Rotterdam, lasciando circa 80 000 persone senza casa. Come risultato del bombardamento, che mirava ad abbattere la resistenza della città, i britannici abbandonarono immediatamente la politica che avevano inizialmente adottato, che limitava i bombardamenti solo sugli obbiettivi militari.
Dopo la resa dei Paesi Bassi, la Luftflotte 2 tentò di muovere verso i nuovi campi d'aviazione in Belgio mentre intanto supportava il rapido movimento delle truppe di terra. La decisione di Hitler di fermare le Panzertruppen lasciò l'onere di fermare gli Alleati durante l'evacuazione di Dunkerque agli aviatori di Kesselring, che erano però ostacolati dal cattivo tempo e dall'opposizione della britannica Royal Air Force (RAF). Per il suo ruolo nella campagna occidentale, Kesselring fu promosso Feldmaresciallo il 19 luglio 1940.

### Battaglia d'Inghilterra
Dopo la Campagna di Francia, la Luftflotte 2 di Kesselring fu impiegata nella Battaglia d'Inghilterra, dove fu inizialmente impiegata nei bombardamenti dell'Inghilterra sudorientale e dell'area di Londra, ma come la battaglia progredì, la responsabilità di comando fu divisa con la Luftflotte 3, comandata dal Generalfeldmarschall Hugo Sperrle, che si occupò delle operazioni notturne Blitz, mentre le principali operazioni diurne furono ancora effettuate dalla Luftflotte 2. Albert Kesselring si occupò della pianificazione di numerosi raid, incluso il Bombardamento di Coventry del novembre 1940. I piloti di Kesselring riportarono numerose vittorie, ma fallirono nel tentativo di ottenere una vittoria decisiva. Nonostante tutto, la Luftwaffe sfruttò la flessibilità della potenza aerea per colpire diversi obiettivi.

### Invasione dell'Unione Sovietica
Benché destinata per le operazioni nell'est, la Luftflotte 2 rimase all'ovest fino al maggio 1941, in parte perché le nuove basi in Polonia non avrebbero potuto essere pronte per il 1º giugno, data dell'attacco, nonostante gli aviatori fossero già pronti per l'Operazione Barbarossa il 22 giugno 1941. Kesselring stabilì il suo nuovo quartier generale a Bielany, un sobborgo di Varsavia.
La Luftflotte 2 operò in supporto del Gruppo d'armate Centro del generale Fedor von Bock, mantenendo una stretta relazione tra i due comandi. La missione di Kesselring era di ottenere la supremazia aerea, se possibile il dominio dei cieli e, nei limiti del possibile, proteggere le operazioni a terra. Per questo compito ebbe a disposizione circa 1 000 velivoli, circa un terzo della forza totale della Luftwaffe. L'attacco tedesco permise di distruggere gran parte delle forze aeree sovietiche al suolo, che, con una tattica sbagliata, inviò senza scorta bombardieri contro la Germania a intervalli regolari, in formazioni tattiche errate, cagionandone spesso gli abbattimenti. Kesselring ricordò che nella prima settimana di combattimenti la Luftflotte 2 aveva abbattuto circa 2 500 velivoli sovietici sia in aria che a terra. Spesso Göring ritenne queste cifre difficili da credere e ordinò di svolgere verifiche. In seguito all'avanzata delle truppe queste cifre, oltre a essere confermate direttamente dai ritrovamenti al suolo, risultarono addirittura contenute. In quei giorni, Kesselring spesso volò da solo sul fronte a bordo del suo Focke-Wulf Fw 189.
Ottenuta la supremazia aerea, la Luftflotte 2 fu impiegata nella protezione delle operazioni di terra, in particolare nella protezione delle linee più avanzate, senza la quale la rapida avanzata forse non sarebbe stata possibile. Ogni volta che il nemico minacciò dei contrattacchi, Kesselring gli scatenò contro tutte le sue forze. Persuaso che l'esercito affiancato dalla Luftflotte 2 avrebbe dovuto concentrare le forze sui punti critici, prese tempo con le unità che erano troppo inclini a richiedere il supporto aereo. Kesselring si sforzò di creare una cooperazione tra l'esercito e l'aviazione con nuove tattiche e l'impegno del colonnello Martin Fiebig. Il 26 luglio, Kesselring comunicò la distruzione di 165 carri armati, 2.136 veicoli e 194 pezzi di artiglieria.
Alla fine del 1941, la Luftflotte 2 partecipò all'Operazione Tifone sulla città di Mosca. I raid su Mosca si rivelarono pericolosi, avendo la città a disposizione efficienti campi di aviazione e una tenace artiglieria contraerea, simile a quella incontrata nei cieli della Gran Bretagna. Il cattivo tempo che ostacolò le operazioni a terra, dall'ottobre ostacolò sempre più spesso anche quelle in aria. Ciononostante, la Luftflotte 2 continuò a volare anche se i cieli rendevano difficoltose le missioni assegnate.

### Operazioni sul Mediterraneo
Nel novembre 1941, Kesselring fu nominato Comandante in capo dello scacchiere Sud e fu trasferito in Italia con il suo staff della Luftflotte 2. Solo nel gennaio 1943 costituì il suo quartier generale all'interno di un teatro e creò uno staff separato per controllare la Luftflotte 2. Come teatro di comando, ebbe la responsabilità diretta sulla Wehrmacht ma questo ebbe poca importanza in quanto la maggior parte delle unità tedesche erano sotto il comando operativo italiano. Nell'ottobre 1942, Kesselring ebbe il comando diretto di tutte le forze tedesche presenti in quel teatro di guerra, fatta eccezione per quelle sotto il comando dell'Afrikakorps del Generaloberst Erwin Rommel in Nord Africa, e del General der Infanterie Enno von Rintelen, l'ufficiale di collegamento con il Comando Supremo. Sotto il comando di Kesselring erano altresì incluse le truppe di stanza in Grecia e nei Balcani fino al 1º gennaio 1943, quando il Generaloberst Löhr ebbe la responsabilità della Wehrmacht nell'area sud orientale.
Riuscì a creare una locale superiorità aerea neutralizzando momentaneamente la base inglese di Malta tra marzo e aprile del 1942. Con vari espedienti, Kesselring riuscì a garantire un notevole incremento del flusso di rifornimenti vitali per l'Afrikakorps nella Libia italiana. Con le sue unità militari nuovamente rinforzate, Rommel preparò un nuovo attacco contro le posizioni britanniche presso Ain el-Gazala, mentre Kesselring preparò un piano d'attacco su Malta, utilizzando la 185ª Divisione paracadutisti "Folgore" e la Brigata paracadutisti Ramcke (Operazione Herkules) ma dovette rinunciarvi in seguito alla richiesta di Hitler che voleva rivolgere tutti gli sforzi della Luftwaffe sul fronte orientale.

### Campagna del Nord Africa
In previsione della battaglia di Ain el-Gazala, Rommel divise in due il suo comando, assumendo il comando personale delle unità mobili mentre quello della fanteria italiana delle X e XI Armata fu assunto dal generale Ludwig Crüwell. Questo comando terminò il 29 maggio 1942, quando Crüwell fu preso prigioniero. Non avendo subito a disposizione un valido comandante con sufficiente anzianità, Kesselring assunse personalmente il comando del "Gruppo Crüwell". Volando a bordo del suo Fieseler Fi 156, Kesselring fu colpito dalle forze nemiche a cavallo delle linee di comunicazione di Rommel.
Kesselring attribuì il fallimento dell'iniziale assalto di fanteria contro Bir Hackeim a un imperfetto coordinamento tra le truppe a terra e l'aviazione, ma fu maggiormente impressionato dai risultati ottenuti nell'attacco a Tobruk, per il quale Kesselring aveva richiesto un numero addizionale di velivoli dalla Grecia e da Creta. In previsione di una vittoria a Tobruch, Rommel persuase Hitler ad autorizzare un attacco in Egitto al posto di Malta, nonostante le obiezioni di Kesselring. Le brigate paracadutisti preparate per l'operazione su Malta furono inviate a Rommel. Nella prima fase dell'offensiva le cose andarono per il meglio ma, come Kesselring aveva giustamente segnalato, le difficoltà logistiche aumentarono e il risultato fu la disastrosa prima battaglia di El Alamein, la battaglia di Alam Halfa e la seconda battaglia di El Alamein.
Kesselring considerava Rommel un grande generale che conduceva egregiamente le truppe nella guerra di movimento, ma lo riteneva troppo bizzarro e incostante per gli alti livelli di comando. Secondo Kesselring, il crollo nervoso di Rommel e il successivo ricovero in ospedale per depressione alla fine della campagna del Nordafrica confermarono le sue opinioni.

### Campagna di Tunisia
L'invasione Alleata del Nord Africa Francese creò una grave crisi in seno al comando di Kesselring. Egli ordinò a Walther Nehring, un precedente comandante dell'Afrikakorps, che era ritornato in azione dopo il ricovero in ospedale per le ferite ricevute nella battaglia di Alam Halfa, di recarsi in Tunisia per prendere il comando della nuova armata (XC Korps). Kesselring ordinò a Nehring di stabilire una testa di ponte in Tunisia e quindi di premere a occidente in modo da garantire maggiore libertà di manovra. A dicembre, il comandante Alleato, generale Dwight D. Eisenhower fu obbligato ad ammettere che Kesselring aveva vinto la corsa; la fase finale dell'Operazione Torch fallì e le truppe dell'Asse riuscirono a conservare ancora a lungo il controllo della Tunisia, dopo prolungati combattimenti.
Con questa iniziativa Kesselring salvò le armate tedesca e italiana dall'isolamento, e però di poter lanciare in futuro un'offensiva che avrebbe dovuto ricacciare gli Alleati fuori dal Nord Africa. Nella battaglia del passo di Kasserine le sue forze sconfissero le truppe Alleate, ma alla fine la resistenza alleata e gli errori del comando tedesco esaurirono l'offensiva. Kesselring quindi concentrò il sostegno alle sue forze muovendo le navi mercantili cariche di rifornimenti dalla Sicilia, ma i suoi sforzi furono funestati dall'aviazione alleata e dai sottomarini. Una nuova offensiva Alleata in aprile sbloccò la situazione portando al collasso le truppe italo-tedesche in Tunisia. Circa 275 000 uomini, tra tedeschi e italiani, furono presi prigionieri. Solo la Battaglia di Stalingrado oscurò questa sconfitta. In definitiva, Kesselring riuscì a bloccare le truppe Alleate in Tunisia per sei mesi, obbligandoli a posticipare l'invasione della Normandia dall'estate 1943 all'estate 1944.

### Campagna d'Italia

#### Sbarco in Sicilia

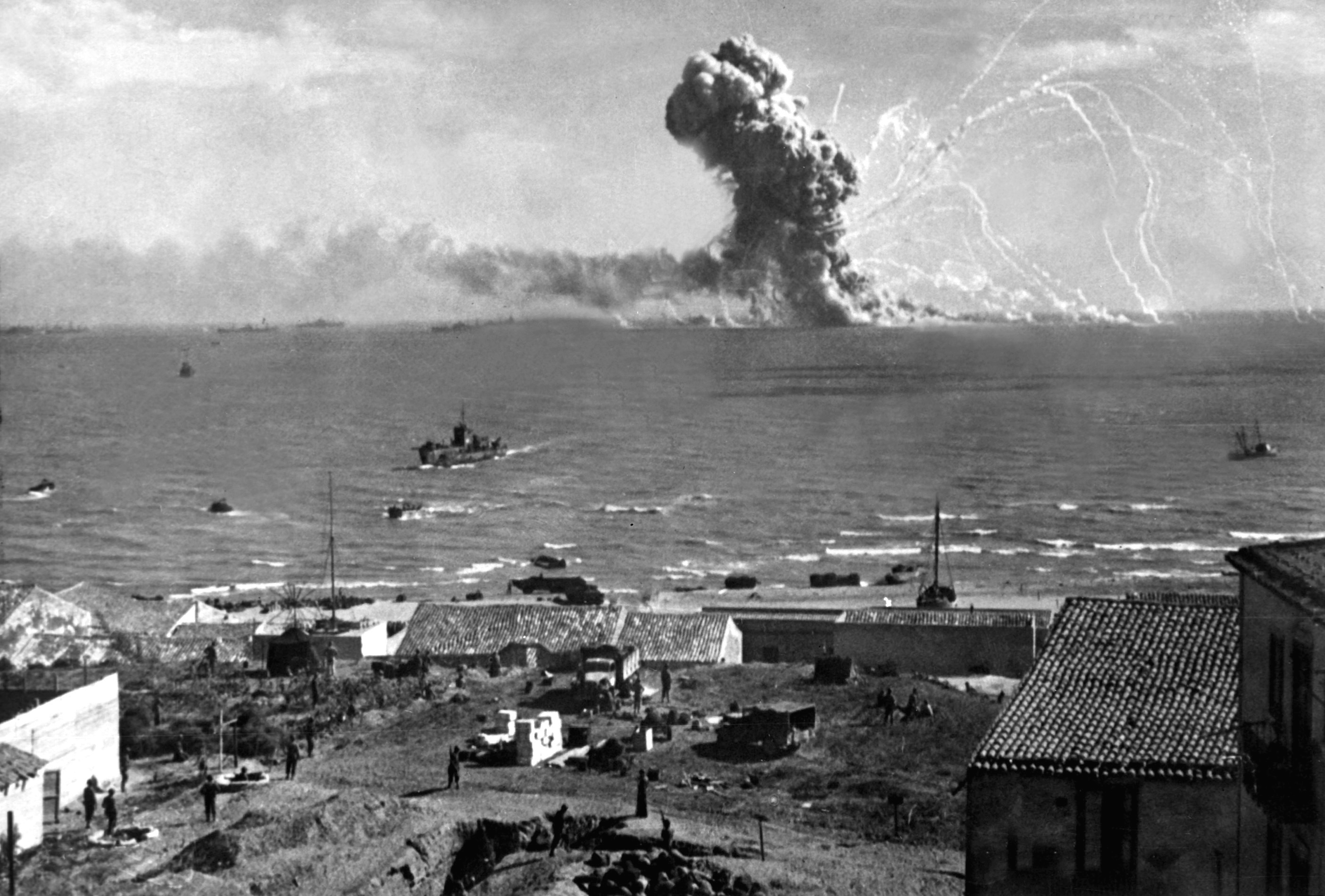
L'esplosione della nave "Robert Rowan" colpita dai bombardieri tedeschi al largo di Gela l'11 luglio 1943.

Kesselring, aspettandosi un prossimo sbarco in Sicilia, sapeva che il tentativo d'invasione sarebbe stato protetto dalle basi alleate in Tunisia e a Malta. Pertanto Kesselring rinforzò l'area con 6 battaglioni costieri, sei divisioni mobili italiane e due divisioni mobili tedesche, la 15. Panzer-Division e la 1. Fallschirm-Panzer-Division Hermann Göring, entrambe ricostruite dopo essere state distrutte in Tunisia. Kesselring era ben consapevole che, mentre le sue forze erano abbastanza consistenti da bloccare un attacco alleato, non erano invece sufficienti a fermare un'invasione su larga scala. Puntò la sua speranza di respingere l'invasione alleata con un contrattacco immediato. Nonostante le sue truppe avessero dato agli americani "filo da torcere" e la Luftwaffe avesse affondato la nave Robert Rowan carica di munizioni, il contrattacco per distruggere le teste di ponte americane fallì.
Kesselring stesso volò in Sicilia il 12 luglio per verificare la situazione, e lì, visto che ormai era compromessa e che ulteriori azioni sarebbero state inutili, decise di evacuare l'isola. Ciononostante, Kesselring manovrò in modo da ritardare per un altro mese le operazioni alleate in Sicilia. Nonostante la supremazia alleata tanto in terra che in mare e nell'aria, Kesselring fu capace di evacuare non solo 40 000 soldati, ma anche 9 605 veicoli, 94 cannoni, 47 carri armati, 1 100 tonnellate di munizioni, 970 tonnellate di benzina e 15 000 tonnellate di scorte, sviluppando un perfetto coordinamento tra i tre servizi sotto il suo comando.

#### Penisola italiana

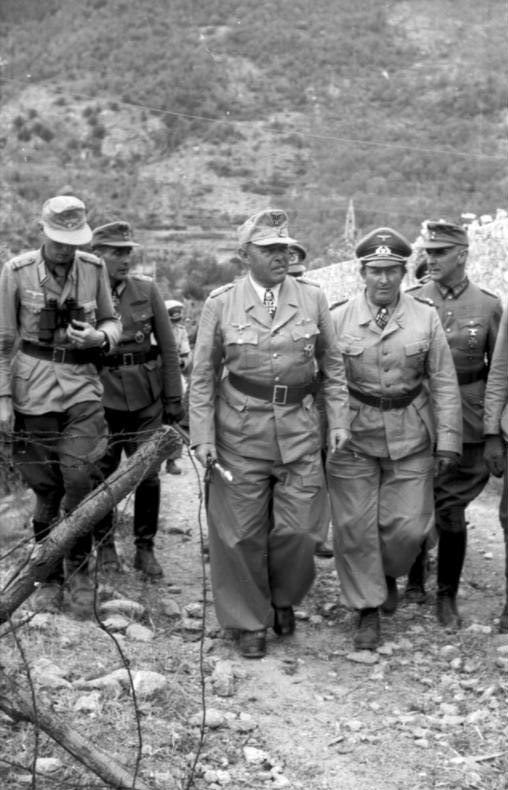
Kesselring durante un'ispezione sul fronte italiano.

Con la perdita della Sicilia, l'OKW cominciò a temere che l'Italia si sarebbe tirata fuori dalla guerra, ma Kesselring continuò a confidare nella lealtà degli italiani. La Wehrmacht riteneva che Kesselring e von Rintelen (che parlava correntemente italiano) fossero troppo filo-italiani e cominciò a destituirli, inviando Student a Roma, dove alla sua 1. Fallschirmjäger-Division era stato ordinato dalla Wehrmacht di occupare la capitale in caso di resa italiana, e Rommel nel Nord Italia. Benito Mussolini fu destituito il 25 luglio 1943 e l'Italia uscì dal conflitto l'8 settembre 1943. Mussolini fu liberato dai tedeschi nell'"Operazione Quercia", un raid studiato da Kurt Student e portato a termine il 12 settembre 1943 dal Maggiore dei Fallschirmjäger Harald-Otto Mors e dall'Obersturmbannführer delle SS Otto Skorzeny. I dettagli dell'operazione furono, di proposito, tenuti all'oscuro di Kesselring. "Kesselring è troppo onesto per quei traditori nati laggiù" fu il giudizio di Hitler. L'Italia a questo punto divenne effettivamente una nazione occupata.
Il Comando Supremo del Sud Europa della Wehrmacht dal 13 settembre 1943 al 3 giugno 1944 fu attivo al Bunker Soratte - Gallerie del Monte Soratte nel comune di Sant'Oreste nella valle del Tevere a nord di Roma, come Oberkommando der Wehrmacht, dove Albert Kesselring ordinò i brutali rastrellamenti che lasciarono la scia di sangue durante la ritirata nazifascista dalla penisola italiana.
A Kesselring fu ordinato di abbandonare il Sud Italia e di unire le sue forze con il Gruppo d'armate B di Rommel nel Nord Italia, dove lo stesso Rommel ne avrebbe assunto il pieno comando. Kesselring fu contrariato. Questo avrebbe comportato l'esporre il Sud della Germania ai bombardieri operanti dall'Italia e il rischio che gli Alleati irrompessero nella valle del Po, mentre era certo che Roma avrebbe potuto essere tenuta fino all'estate 1944, basando il suo giudizio sul fatto che gli americani non avrebbero condotto operazioni al di fuori del raggio di azione dei propri bombardieri e che avrebbero al limite raggiunto l'area intorno a Salerno. Kesselring rassegnò le sue dimissioni il 14 agosto 1943 ma Hitler rifiutò di accettarle.
Benché fosse momentaneamente "dimissionario", Kesselring intendeva combattere. Nel corso dello sbarco a Salerno, insieme con la 10ª Armata del Generaloberst Heinrich von Vietinghoff, ancora una volta le sue forze diedero agli Alleati "filo da torcere". Le sue truppe fallirono nel tentativo di ricacciare in mare il nemico solo perché queste poterono contare sul decisivo supporto dall'artiglieria navale, ma ottennero il tempo di capire quale fosse il loro reale obiettivo. Kesselring, in contrasto agli ordini ricevuti, preparò una serie di successive linee di difesa come la Linea del Volturno, la Linea Barbara e la Linea Bernhardt. Solo nel novembre 1943, dopo molti combattimenti, gli Alleati riuscirono a raggiungere la principale Linea Gustav. Secondo le sue memorie, Kesselring ritiene che molto di più si sarebbe potuto fare se avesse avuto accesso alle truppe rimaste "inutilizzate" sotto il comando di Rommel.
Il 25 ottobre 1943 fu seriamente ferito in un incidente stradale e il suo posto fu preso momentaneamente dal generale Heinrich von Vietinghoff. Nel novembre 1943, Kesselring ebbe un incontro con Hitler, dandogli un giudizio positivo sulla situazione in Italia e rassicurandolo sul fatto che avrebbe potuto tenere gli Alleati a sud di Roma sulla Linea Gustav. Kesselring fece una promessa aggiuntiva, ovvero che avrebbe impedito agli Alleati di raggiungere gli Appennini per almeno sei mesi. Come risultato, il 6 novembre 1943, Hitler ordinò a Rommel di portarsi in Francia sul Fronte occidentale per prendere il comando del Gruppo d'armate B con l'incarico di approntare il Vallo Atlantico e prepararsi in vista dell'attacco alleato che si aspettava per la primavera 1944. Il 21 novembre 1943, Kesselring riassunse il comando di tutte le forze tedesche in Italia. I tedeschi tennero quindi saldamente buona parte della penisola con una forza esigua di sole 9-10 divisioni, impossibilitati ad attaccare gli Alleati per la loro carenza di uomini.
Un contributo al rallentamento delle operazioni alleate in Italia fu dato dall'audace raid aereo del 2 dicembre 1943, il bombardamento di Bari attuato da 105 bombardieri JU88 ai danni della flotta anglo-americana all'ancora nel porto barese, nel corso del quale saltò in aria una nave carica di iprite. Kesselring respinse la proposta di bombardare Napoli, che aveva già subito più di 100 bombardamenti alleati, avanzata dal generale Hans-Valentin Hube per punire la città dell'insurrezione del settembre 1943.
"Io ho sempre biasimato Kesselring", spiegò più tardi Hitler, "per il suo vedere le cose sempre in maniera troppo ottimistica... Gli eventi hanno dimostrato che Rommel sbagliava, e io sono stato giustificato della mia decisione di lasciare il Feldmaresciallo Kesselring là, chiunque lo avrebbe visto un incredibile idealista, ma anche un militare ottimista, ed è mia opinione che un leader militare senza ottimismo non possa esistere".

##### Cassino e Anzio

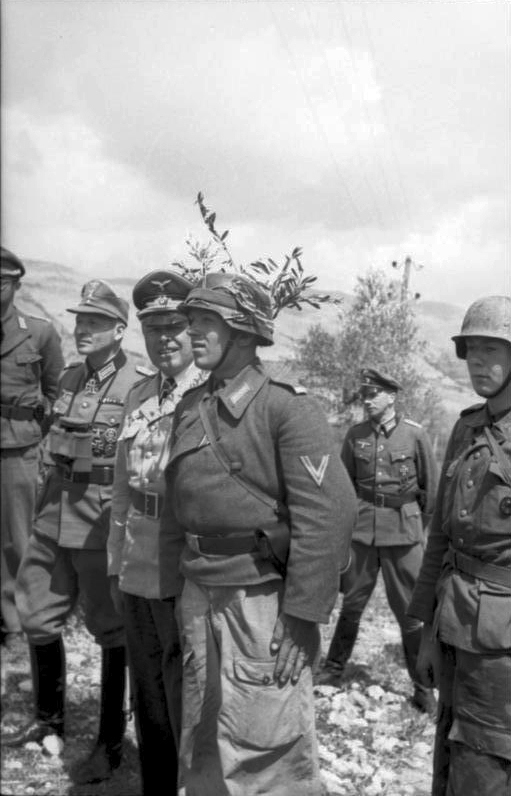
Kesselring ispeziona il fronte presso Montecassino nell'aprile del 1944.

Gli Alleati irruppero attraverso la linea Gustav e nella battaglia di Cassino incontrarono un momentaneo successo, con la X Armata britannica irruppero attraverso la linea tenuta dalla 94ª Infantry Division e misero in pericolo l'intera 10ª Armata tedesca. Allo stesso tempo, Kesselring ricevette l'allarme per un imminente attacco anfibio. Kesselring recuperò rapidamente la 29ª e la 90ª Panzergrenadier Division da destinare al fronte di Cassino. Queste riuscirono a stabilizzare le posizioni tedesche ma lasciarono Roma poco presidiata. Kesselring comprese di essere stato messo in seria difficoltà quando gli Alleati sbarcarono ad Anzio.
Sebbene preso di sorpresa, Kesselring mosse rapidamente le proprie truppe per riguadagnare il controllo della situazione, chiamando la 14ª Armata del Generaloberst Eberhard von Mackensen dal Nord Italia, la 29ª e la 90ª Panzergrenadier Division dal fronte di Cassino, e la 26ª Panzer Division dalla 10ª Armata. La Wehrmacht si procurò alcune altre divisioni da altri teatri bellici. A partire da febbraio, Kesselring riprese l'iniziativa ad Anzio ma le sue forze non riuscirono a distruggere le teste di ponte alleate; per questi errori evitabili Kesselring biasimò molto von Mackensen.
L'11 maggio 1944 il generale Sir Harold Alexander lanciò l'Operazione Diadem, che infranse la linea Gustav e obbligò la 10ª Armata tedesca a ritirarsi. Nell'azione, tra la 10ª e la 14ª Armata fu aperta una breccia, che mise entrambe a rischio di accerchiamento. A causa di questa sconfitta, Kesselring rilevò von Mackensen dal suo comando, rimpiazzandolo con il General der Panzertruppe Joachim Lemelsen. Fortunatamente per Kesselring, il generale Mark Wayne Clark, ossessionato dalla conquista di Roma, non seppe sfruttare il vantaggio della situazione e la 10ª Armata riuscì a raggiungere la successiva linea difensiva, la linea Albert, dove si ricollegò alla 14ª Armata, assieme alla quale raggiunse combattendo la formidabile linea Gotica a nord di Firenze e dove Kesselring riuscì a fermare l'avanzata alleata.
Un incidente accaduto lungo la linea Gotica coinvolse lo stesso Kesselring. Il 25 ottobre 1944, la sua vettura fu colpita su un lato da un pezzo di artiglieria. Kesselring fu ferito seriamente alla testa e al viso e ciò gli impedì di ritornare al comando fino al gennaio 1945.

##### Le Fosse Ardeatine e il bando Kesselring
A Roma, il 23 marzo 1944, 33 militari del Polizeiregiment "Bozen", originari dell'Alto Adige e due civili italiani restarono uccisi nell'attentato di via Rasella. Informato dell'accaduto, Hitler, inizialmente pretese una rappresaglia devastante e senza precedenti che comportava la fucilazione di 50 ostaggi e la deportazione di 1 000 uomini per ogni soldato tedesco caduto, oltre alla distruzione dell'intero quartiere. Infine accettò la proposta dello stato maggiore di Kesselring, giunta attraverso il Generaloberst Eberhard von Mackensen, comandante della XIV Armata tedesca responsabile del settore del fronte che includeva la capitale italiana, di ridurre il numero dei fucilati alla proporzione di dieci italiani per ogni tedesco caduto. Ciò gli fu riconosciuto in seguito anche dalla pubblica accusa guidata dal colonnello Halse nel corso del processo di Venezia. L'incarico di eseguire l'ordine fu assunto dall'Obersturmbannführer delle SS Herbert Kappler il quale, accertato che non vi era un numero sufficiente di prigionieri già a disposizione dei tedeschi, fece in modo di stilare una lista di condannati a morte nella quale figuravano dei cittadini civili, inclusi ebrei e passanti catturati a caso per le strade di Roma. Ne risultò l'eccidio delle Fosse Ardeatine.
La caduta di Roma il 4 giugno del 1944 pose Kesselring in una delicata situazione, mentre le sue forze si ritiravano verso Nord, dove era in preparazione il vasto complesso di fortificazioni della Linea Gotica. Che i tedeschi fossero vulnerabili agli attacchi della Resistenza italiana non sfuggì al comandante alleato in Italia generale Alexander, il quale, alla radio, emise un appello agli italiani invitandoli a uccidere i tedeschi "ovunque li incontrassero". Kesselring rispose emettendo un ordine che includeva il "massiccio impiego di artiglieria, lanciagranate (Granatwerfer 42), lanciamine (Minenwerfer), autoblindo, lanciafiamme e altre armi" contro i partigiani. Emise inoltre un ordine nel quale prometteva impunità ai soldati che avessero "ecceduto la nostra normale misura". Sia o no ciò avvenuto per diretta conseguenza della linea dura decisa da Kesselring, ne fu ritenuto pienamente responsabile quando fu processato come criminale di guerra e le truppe tedesche ai suoi ordini si macchiarono di numerosi crimini e si resero responsabili di massacri ai danni della popolazione civile, tra i quali spiccano quelli commessi dalla divisione corazzata Hermann Göring a Stia nell'aprile del 1944, a Civitella in Val di Chiana in giugno e a Bucine nel luglio successivo, dalla 26ª Divisione corazzata al Padule di Fucecchio il 23 agosto 1944, e dalla 16ª Divisione SS Reichsführer a Sant'Anna di Stazzema nell'agosto del 1944 e a Marzabotto tra settembre e ottobre 1944.
Nell'agosto del 1944, Kesselring fu informato da Rudolf Rahn, l'ambasciatore tedesco presso la RSI, che lo stesso Mussolini aveva protestato per le indiscriminate uccisioni di civili italiani da parte tedesca. Il 21 agosto, per conseguenza, Kesselring emise un altro editto alle sue truppe nel quale deplorava gli "incidenti" che avevano "danneggiato la reputazione e la disciplina della Wehrmacht e che nulla avevano a che fare con le operazioni di rappresaglia", avviando al contempo le indagini su alcuni specifici episodi citati da Mussolini. Tra il 21 luglio e il 25 settembre 1944 i tedeschi lamentarono 624 caduti, 993 feriti e 872 dispersi a causa degli attacchi della Resistenza che nello stesso periodo contò 9 250 caduti.
Kesselring impiegò gli ebrei di Roma come schiavi nella costruzione di fortificazioni militari, come già aveva fatto a Tunisi in precedenza, sfruttando allo stesso modo gli appartenenti alla locale comunità ebraica. Lo sfruttamento di manodopera in condizioni di schiavitù fu uno dei capi di imputazione contestati ai capi nazisti al processo di Norimberga. Avendo bisogno di una vasta forza lavoro per far fronte all'enorme sfida logistica che gli era posta innanzi dalla necessità di contenere la pressione alleata in Italia, si oppose con il pretesto di non avere a disposizione mezzi di trasporto sufficienti a un primo ordine di deportazione nel Reich degli ebrei romani, che gli fornivano manodopera forzata e gratuita. Hitler decise allora di aggirare il comando di Kesselring e affidò l'ordine di deportazione direttamente alle SS e così circa 8 000 ebrei romani furono deportati e sterminati in Germania. Si ritiene che durante l'occupazione in Italia i tedeschi abbiano ucciso circa quarantaseimila civili, inclusi settemila ebrei.

##### Misure per la protezione della popolazione e della cultura italiana
Kesselring cercò di evitare la distruzione di molte e importanti città artistiche italiane tra cui Roma, Firenze, Siena e Orvieto. In molti casi, i ponti storici come Ponte Vecchio vennero preservati anziché fatti saltare, mentre altri vennero fatti saltare per ritardare l'avanzata degli Alleati nell'attraversamento del fiume Arno. Sul medesimo tracciato, Kesselring sostenne la dichiarazione italiana di Roma, Firenze e Chieti come città aperte. Nel caso di Roma, ad ogni modo, la città non venne mai smilitarizzata e rimase centro del governo e dell'industria locale e pertanto essa fu bombardata circa cinquanta volte dagli Alleati, anche se mai pesantemente come ad esempio Napoli, Milano, Genova, Torino, o Foggia.
Kesselring tentò anche di preservare il monastero di Monte Cassino evitando la sua occupazione militare sebbene esso rappresentasse un punto di osservazione importante per il campo di battaglia. Anche questa misura ad ogni modo si dimostrò inefficace dal momento che gli Alleati credevano che il monastero sarebbe stato sfruttato dai tedeschi per dirigere la loro artiglieria contro le loro linee. Un'investigazione degli alleati nel 1945 stabilì che il patrimonio artistico dell'Italia aveva ad ogni modo subito pochi danni durante la guerra e che lo stesso Kesselring aveva preteso di essere regolarmente informato sullo status delle opere d'arte e dei tesori della penisola in mano tedesca.

### Europa centrale
Una volta rimessosi dall'incidente automobilistico, Kesselring prese il posto del Generalfeldmarschall Gerd von Rundstedt come comandante in capo del settore Ovest il 10 marzo 1945. Appena arrivato, si presentò al suo nuovo staff con il consueto ottimismo dicendo, "Bene, signori, io sono la nuova V-3".
Essendo disperata la situazione sul fronte occidentale, questo era un segno del proverbiale ottimismo di Kesselring - testimoniato da tutti i suoi collaboratori durante la guerra e fino alla fine della guerra - ma anche una testimonianza dell'influenza ipnotica di Hitler sul suo feldmaresciallo: nonostante che le truppe tedesche fossero ormai sbaragliate ovunque, Kesselring ancora descrisse un Hitler che faceva "lucide" analisi della situazione, spiegando che l'esercito tedesco era prossimo a infliggere una storica sconfitta ai sovietici, dopo di che le vittoriose armate orientali, portate all'Ovest, avrebbero potuto sconfiggere gli Alleati e respingerli dal continente. Conseguentemente, Kesselring era determinato a "immobilizzare" gli Alleati sul Fronte occidentale fino a una soluzione risolutiva nell'Est.
Il Fronte occidentale in quel momento seguiva il corso del fiume Reno con due importanti eccezioni: la testa di ponte americana sul Reno presso Remagen e un grosso caposaldo a forma di triangolo tedesco a ovest del Reno, nella Saar-Palatinato. Fu presa in considerazione l'evacuazione del triangolo, ma la Wehrmacht ordinò di mantenerlo. Quando Kesselring si recò la prima volta in Germania il 13 marzo 1945 il comandante del Gruppo Armate, SS-Oberst-Gruppenführer Paul Hausser e altri due comandanti affermarono che la difesa del triangolo non avrebbe potuto esserci, se non a costo di gravi perdite o della completa distruzione del loro comando. Ciononostante, Kesselring insistette che le posizioni andassero mantenute.
Il triangolo fu presto sottoposto ad attacco da due lati, dalla 3ª Armata del generale George Smith Patton e dalla 7ª Armata del generale Alexander Patch. Le posizioni tedesche crollarono in fretta e Hitler, seppur riluttante, ne dispose il ritiro.
Secondo Albert Speer, la notte del 18 marzo 1945 Kesselring fu presente a un incontro nel bunker di Hitler (Führerbunker) sotto il Palazzo della Cancelleria (Reichskanzlei) dove informò Hitler che i civili tedeschi nella Saarland erano un impedimento per le sue truppe in movimento, che frequentemente e disperatamente tentavano di impedire ai soldati il passaggio nei loro villaggi, avendo paura delle distruzioni causate dalle truppe Alleate che li inseguivano. Hitler ordinò che tutti i civili fossero immediatamente evacuati dalla regione e, quando Kesselring obiettò che non aveva treni o altri mezzi di trasporto disponibili per evacuarli, il Führer ordinò di forzarli ad andarsene a piedi, al che Kesselring non aggiunse altro.
La 1ª e la 7ª Armata subirono gravi perdite: circa 113 000 tedeschi messi fuori combattimento contro 17 000 soldati Alleati. Ciononostante, evitarono l'accerchiamento e riuscirono in un'abile manovra di disimpegno, evacuando le ultime truppe sulla riva orientale del Reno il 25 marzo 1945. Così la Germania fu tagliata in due, il suo comando fu allargato includendo il Gruppo d'armate Centro, Gruppo d'armate Sud e Gruppo d'armate Sud Ucraina sul fronte russo, e Gruppo d'armate C in Italia, oltre al suo Gruppo d'armate G e il Gruppo d'armate Alto Reno.
Il 30 aprile Hitler si suicidò a Berlino e il 1º maggio 1945 Karl Dönitz fu designato Presidente della Germania (Reichspräsident). Uno dei primi atti del presidente Dönitz fu la nomina di Kesselring a Comandante in capo della Germania meridionale, con pieni poteri.

### La resa
Kesselring fu sempre fermamente contrario ad arrendersi, fu piegato dalle insistenze di Wolff solo il mattino del 2 maggio, dopo due ore di telefonata al Feldmaresciallo presso il suo quartier generale a Pullach. Kesselring accettò di arrendersi insieme con il suo quartier generale. Pertanto ordinò allo SS-Oberst-Gruppenführer Paul Hausser di sovrintendere alle SS per assicurarsi che la resa fosse effettuata in accordo con le sue istruzioni.
Il 6 maggio 1945 si arrese a un maggiore americano presso Saalfelden, vicino a Salisburgo, in Austria. Lì fu prelevato dal generale Maxwell Taylor, comandante della 101st Airborne Division, che lo trattò cortesemente, consentendogli anche di mantenere le sue armi e il bastone di maresciallo, e di visitare sul fronte russo il quartier generale del Gruppo Armate Centro e Sud a Zeltweg e a Graz senza scorta. Taylor si preoccupò inoltre che Kesselring e il suo staff potessero alloggiare in un albergo a Berchtesgaden. In seguito Kesselring si incontrò con il generale Jacob Devers, comandante della 6ª Armata e rilasciò un'intervista a un giornalista.

## Il processo
Il 10 febbraio 1947 a Mestre cominciò il processo contro Kesselring, gestito da un tribunale militare britannico, che durò 57 giorni. I capi di imputazione furono sostanzialmente due: 1) il "coinvolgimento nell'uccisione, per rappresaglia, di 335 cittadini italiani"; 2) l'emissione del cosiddetto "Bando Kesselring" in cui si dispose la possibilità di applicare la rappresaglia anche sui cittadini innocenti.

### La prima imputazione

Kesselring processato a Venezia dal tribunale britannico.

Per quanto riguardava la prima imputazione l'accusa sostenne che l'ordine dato al generale Mackensen di fucilare dieci italiani per ogni tedesco morto nel corso dell'attentato era stato impartito da Kesselring, in seguito nel corso della notte era arrivato da Berlino un secondo ordine che imponeva di affidare l'esecuzione agli uomini del Sicherheitsdienst (SD).
Per l'accusa Kesselring era responsabile per aver stabilito le rappresaglie in un rapporto di dieci a uno giudicato "eccessivo". La difesa invece obiettava che nel trasmettere gli ordini a Mackensen, Kesselring si era prima accertato che nelle carceri vi fosse un numero sufficiente di persone già condannate a morte per altri reati o comunque detenuti per reati passibili di pena di morte specificandolo negli ordini impartiti: "uccidere ostaggi condannati a morte" in modo da escludere gli innocenti. In secondo luogo, sempre secondo la difesa, l'ordine emanato da Berlino di affidare la questione al Sicherheitsdienst sollevava da ogni responsabilità Kesselring che poi non prese parte all'eccidio.

### La seconda imputazione

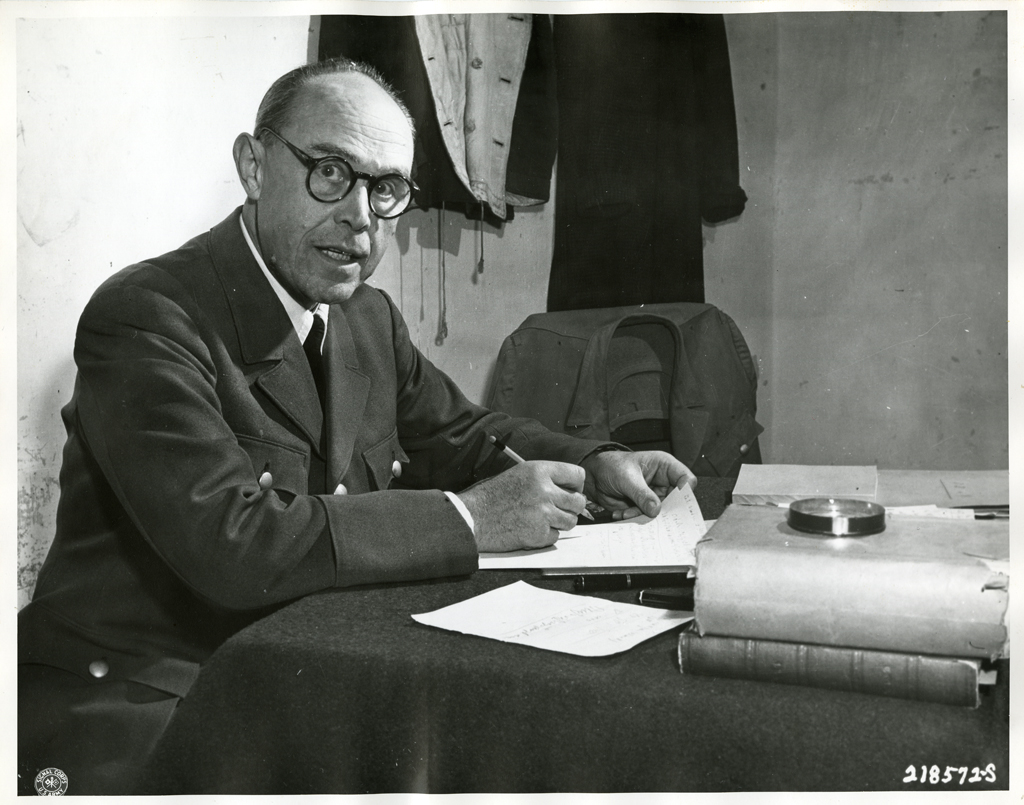
Kesselring durante il processo.

Per la seconda imputazione si dava per assodato che il feldmaresciallo Wilhelm Keitel avesse assegnato a Kesselring il comando di tutte le operazioni contro i partigiani in Italia e pertanto tutti i reparti della Wehrmacht e delle SS. Kesselring il 17 giugno 1944 aveva emanato il primo bando contro i partigiani: "La lotta contro i partigiani deve essere condotta con tutti i mezzi a nostra disposizione e con la massima severità. Io proteggerò qualunque Comandante che, nella scelta e nella severità dei mezzi adottati nella lotta contro i partigiani, ecceda rispetto a quella che è la nostra abituale moderazione. Vale al riguardo il vecchio principio per cui un errore nella scelta dei mezzi per raggiungere un obiettivo è sempre meglio dell'inazione o della negligenza... I partigiani devono essere attaccati e distrutti". Il 28 giugno 1944, tramite telegrafo, Kesselring accusò le potenze Alleate di aver incitato la popolazione italiana "ad assalire le postazioni militari tedesche, ad attaccare le sentinelle pugnalandole alle spalle e ad uccidere quanti più tedeschi potevano". Il 1º luglio fu infatti emesso un secondo bando in cui minacciava che "laddove c'erano numeri considerevoli di gruppi partigiani, una parte della popolazione maschile di quell'area doveva essere arrestata. Nel caso in cui fossero stati commessi di atti di violenza, questi uomini sarebbero stati uccisi", concludendo che "tutte le contromisure devono essere dure ma giuste. Lo richiede la dignità del soldato tedesco".
L'accusa presentò sul banco delle prove più di venti rappresaglie tedesche particolarmente efferate di cui erano rimaste vittime anche donne e bambini svoltesi nell'estate 1944. Al riguardo fu citata una lettera di Kesselring del 21 agosto 1944 in cui sottolineava che "si erano verificati nelle ultime settimane casi che arrecavano il più grave danno alla dignità e alla disciplina delle forze armate tedesche, e che non avevano nulla a che fare con le misure punitive". A tal proposito fu citato un altro ordine alle truppe in cui sottolineava come anche Mussolini avesse fermamente protestato per le rappresaglie indiscriminate: "Il Duce mi ha riferito di casi recenti che risultano rivoltanti per il modo in cui sono stati condotti e che stanno inducendo anche gli elementi pacifici della popolazione a passare dalla parte del nemico o dei partigiani".
Sulla base degli ordini diramati da Kesselring, in particolare quello emanato il 17 giugno, l'accusa li ritenne un incitamento a commettere eccessi, soprattutto basandosi sull'espressione "proteggerò qualunque Comandante" e che solo il 24 settembre, proprio a causa di diversi eccessi, ordinò di cessare le rappresaglie. Pertanto, sempre secondo l'accusa, gli eccessi compiuti dall'esercito tedesco sono responsabilità di chi ne aveva il comando.
La difesa obiettò invece che gli ordini emanati da Kesselring non potevano essere giudicati illegali e che le garanzie fatte ai comandanti di reparto servivano a coprirli da eventuali contestazioni di elementi moderati che vedevano le rappresaglie "politicamente indesiderabili" ma che in ogni caso "dovevano essere dure, ma giuste". Per quanto riguardava invece i casi di uccisioni indiscriminate, la difesa, pur rigettandone alcuni casi, attribuì la responsabilità agli effettivi esecutori sostenendo che non potevano essere attribuite all'imputato.

### Le requisitorie finali e la condanna
L'accusa sottolineò che, in particolare dopo l'attentato di via Rasella, era giustificato prendere degli ostaggi e procedere anche alla distruzione delle proprietà private, ma non poteva essere giustificato il togliere la vita agli ostaggi. La difesa invece riteneva che in casi estremi anche l'uccisione di ostaggi era legittima e a tal proposito citò un saggio di diritto militare tedesco del 1941 che riportava: "Gli ostaggi sono tenuti in una specie di custodia a fini di sicurezza. Essi garantiscono con la loro vita della giusta condotta dell'oppositore. Secondo le usanze di guerra, si deve annunciare sia che si prendono degli ostaggi sia la ragione per cui essi sono presi. Soprattutto, la presa di ostaggi deve essere portata a conoscenza di coloro della cui legittima condotta gli ostaggi sono garanzia. Se si verifica l'evento per garantirsi contro il quale gli ostaggi sono stati presi, se per esempio la parte avversaria persiste nella sua condotta contro legge, gli ostaggi possono essere uccisi". Al riguardo la difesa citò anche un volume americano dal titolo "Norme relative alla guerra terrestre" del 1940 in cui si ribadiva la liceità di uccidere degli ostaggi per rappresaglia. Infatti, sempre secondo la difesa, il Diritto Internazionale regola i rapporti tra due parti belligeranti ben riconoscibili mentre la minaccia che doveva affrontare Kesselring "non era rappresentata da Paesi organizzati con i loro Governi, ma da persone irresponsabili in generale, con cui non era possibile negoziare", pertanto impossibilitati a scoprire il vero responsabile di azioni partigiane "la rappresaglia deve essere considerata appropriata". E in ogni caso, se ci sono dei buchi normativi al riguardo, l'imputato non può essere giudicato colpevole di crimini di guerra.
Riguardo alla rappresaglia delle Fosse Ardeatine la Corte la giudicò un crimine di guerra, però non risultando chiaro se il crimine riguardasse l'eccessivo numero di vittime nel rapporto di uno a dieci o se, come suggerito dall'accusa: "Comunque la pensiate sul Diritto Internazionale e sulle rappresaglie, chiaramente cinque di questi 335 italiani sono stati assassinati. È stato un crimine di guerra, e da qui non si sfugge. Non c'erano ordini del Führer a coprirlo, ed era al di fuori di qualunque rappresaglia". Riguardo alle rappresaglie sui civili compiute a seguito dei bandi emanati da Kesselring la Corte non entrò nel merito se queste fossero o meno legittime e l'accusa sottolineò come a suo avviso "il Feldmaresciallo deliberatamente, e consapevolmente, quando ha prodotto quegli importanti ordini, li aveva prodotti in forma tale che sapeva quali sarebbero stati i loro risultati e che, nel redigere questi ordini, egli intendeva produrre questi risultati".
Il 6 maggio 1947, la Corte militare britannica lo condannò a morte mediante fucilazione giudicandolo colpevole di entrambe le imputazioni.

### La commutazione della pena e la grazia

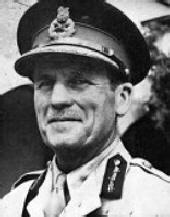
Il generale britannico John Harding nel 1947 commutò in ergastolo le condanne a morte di Kesselring, von Mackensen e Mälzer.

Il generale britannico Harold Alexander, conosciuta la sentenza, in una lettera dell'8 maggio al Primo ministro Clement Attlee scrisse: "Sono spiacente per la sentenza inflitta a Kesselring e spero che venga commutata". Il 29 giugno successivo, anche su sollecito di Winston Churchill, che riteneva non "essere di nessuna utilità uccidere i leader di un nemico sconfitto", la condanna fu commutata nel carcere a vita. Infatti il generale John Harding aveva deciso di valutare alcune circostanze attenuanti, che non erano state prese in considerazione dal Tribunale di Venezia. Il prigioniero fu quindi recluso nel carcere di Werl, nella Renania Settentrionale-Vestfalia, una prigione allora impiegata dalle autorità di occupazione alleate per ospitare numerosi politici e militari condannati per crimini di guerra.
Già nel 1948 la pena gli fu ridotta a ventuno anni di carcere. Nel 1952 Kesselring fu scarcerato. La misura fu giustificata, tra l'altro, con un presunto peggioramento delle sue condizioni di salute dovuto a un tumore. Tuttavia, tornato libero, immediatamente divenne il leader federale - e rimase tale sino alla morte, sopravvenuta otto anni dopo - dell'organizzazione "Verband deutscher Soldaten" (Associazione dei soldati tedeschi) di reduci oltre ad essere consulente di Konrad Adenauer, cancelliere della Germania Ovest, per la politica di riarmo tedesca all'interno della NATO.
In quegli anni più volte l'Unità accusò Adenauer di voler liberare ex alti ufficiali della Werhmacht e delle SS per cercare un'alleanza elettorale con gli ex nazisti e dotarsi di forze armate per intraprendere, dopo la repressione dei moti operai del 1953 nella Germania Est (definiti una «provocazione»), una politica estera aggressiva.

## Gli ultimi anni

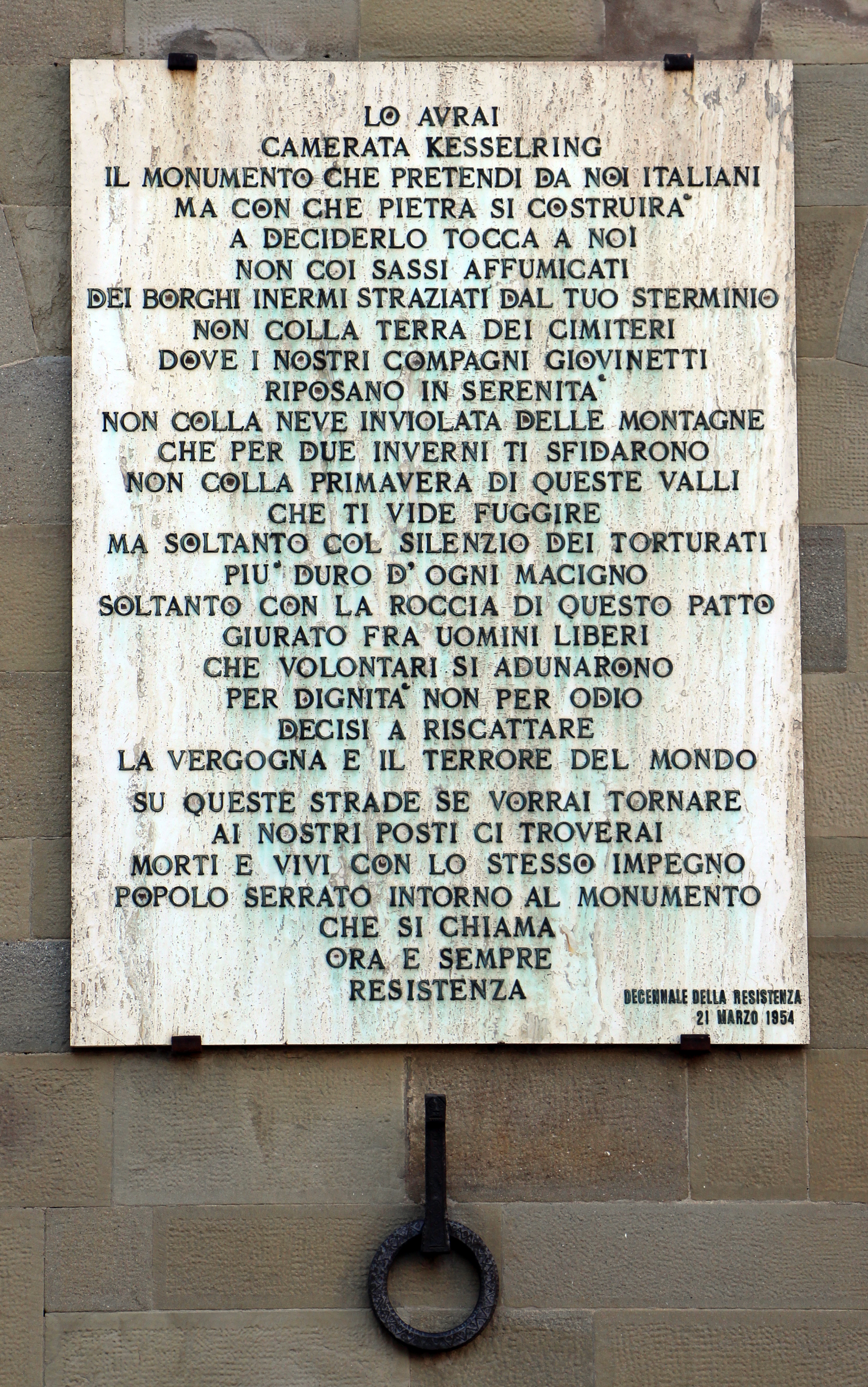
La "Lapide ad ignominia" di Piero Calamandrei epigrafe scolpita sul marmo a Borgo San Lorenzo

Poco dopo il suo rientro in Germania, Kesselring dichiarò di non avere nulla da rimproverarsi e che anzi gli italiani gli avrebbero dovuto dedicare un monumento per il suo operato sul suolo italiano nella salvaguardia delle città d'arte come Roma e Firenze. In diretta risposta a questa dichiarazione, l'ex partigiano e deputato socialdemocratico Piero Calamandrei, membro della Costituente, scrisse un componimento in versi liberi noto come "Lapide ad ignominia", citandolo personalmente:
camerata Kesselring

il monumento che pretendi da noi italiani

ma con che pietra si costruirà

a deciderlo tocca a noi.
Non coi sassi affumicati

dei borghi inermi straziati dal tuo sterminio

non colla terra dei cimiteri

dove i nostri compagni giovinetti

riposano in serenità

non colla neve inviolata delle montagne

che per due inverni ti sfidarono

non colla primavera di queste valli

che ti videro fuggire.
Ma soltanto col silenzio dei torturati

più duro d'ogni macigno

soltanto con la roccia di questo patto

giurato fra uomini liberi

che volontari si adunarono

per dignità e non per odio

decisi a riscattare

la vergogna e il terrore del mondo.
Su queste strade se vorrai tornare

ai nostri posti ci ritroverai

morti e vivi collo stesso impegno

popolo serrato intorno al monumento

che si chiama

ora e sempre

RESISTENZA»
L'epigrafe scolpita sul marmo fu posata a Cuneo, poi a Sant'Anna di Stazzema e in numerosi altri Comuni italiani.
L'anno successivo al suo rilascio, Kesselring pubblicò la sua autobiografia intitolata Soldat bis zum letzten Tag (Soldato sino all'ultimo giorno) e Gedanken zum Zweiten Weltkrieg (Riflessioni sulla seconda guerra mondiale).
Morì a Bad Nauheim, dove era da qualche tempo ricoverato in un sanatorio, il 16 luglio 1960 a causa di un attacco cardiaco, senza mai rinnegare il suo operato durante la guerra, né la sua incondizionata lealtà a Hitler.
È sepolto nel cimitero di Bad Wiessee.

## Critiche ai provvedimenti giudiziari in favore di Kesselring
Un'esauriente monografia pubblicata da Kerstin von Lingen dell'Università di Tubinga (Kesselrings letzte Schlacht. Kriegsverbrecherprozesse, Vergangenheitspolitik und Wiederbewaffnung: Der Fall Kesselring, versione riveduta della tesi di dottorato di ricerca di questa contemporaneista tedesca) mette in luce il dibattito sulla questione del giudizio morale sull'operato di Kesselring nell'opinione pubblica tedesca dell'immediato dopoguerra. Dall'analisi traspare in maniera dettagliata come questa fosse in buona parte contraria alle accuse mosse al generale e come la stampa tedesca svolse una chiara campagna a favore di Kesselring e dei provvedimenti di grazia nei suoi confronti. Ad esempio, il quotidiano Frankfurter Allgemeine Zeitung pubblicò un articolo intitolato con lo slogan Agli innocenti non si può garantire un'amnistia.
L'apice della campagna fu segnato da alcuni numeri del settimanale Stern (1951), dove si proponeva il titolo Non grazia, ma giustizia. A favore di Kesselring venivano accreditati soprattutto i provvedimenti per la sicurezza del patrimonio artistico italiano e la dichiarazione di Roma città aperta. Venivano invece rimossi gli eccidi di massa in interi paesi compiuti dall'esercito tedesco in seguito al suo ordine del 17 giugno 1944 (detto Bandenbefehl, provvedimenti contro le bande). Secondo l'autrice, la Germania conservatrice di Adenauer nell'atmosfera di guerra fredda creatasi dopo il conflitto, diede un nuovo significato all'immagine di Kesselring che, considerato un criminale di guerra dai tribunali militari Alleati, dalla popolazione tedesca era invece considerato un valoroso soldato ingiustamente rinchiuso in carcere.
Sempre secondo von Lingen, l'atteggiamento degli Alleati avrebbe inoltre dato l'impressione di aver corretto delle decisioni dettate dalla giustizia dei vincitori. Dello stesso parere il quotidiano Frankfurter Rundschau, il quale conferma appieno il giudizio storico formulato nella pubblicazione della von Lingen. Kesselring mantenne sempre una buona reputazione tra i militari americani e britannici, dai quali era anche soprannominato "il sorridente Albert", forse anche a causa di un disturbo nervoso che condizionava la sua muscolatura del viso, costringendolo a sorridere quasi ininterrottamente.
Il noto scrittore britannico Frederick Forsyth nel suo racconto intitolato Il miracolo (2001) ne traccia un'immagine molto positiva:
(Frederick Forsyth, Il veterano, Edizione Oscar Mondadori, 2002, Racconto: Il miracolo p. 155)

### Approfondimenti
- Corelli Barnett (a cura di), I Generali di Hitler, Milano, Rizzoli, 1991, ISBN 88-17-33262-3.
- Rick Atkinson, The Day of Battle: The War in Sicily and Italy, 1943-1944, Edizioni Henry Holt and Co., 2007.
- Howard Belote, Once in a Blue Moon: Airmen in Command; Lauris Norstad, Albrecht Kesselring and Their relevance to the Twenty First Century, Edizioni Air University Press, Maxwell Air Force Base, 2000.
- Amedeo Montemaggi, Linea Gotica 1944. La battaglia di Rimini (RN) e lo sbarco in Grecia decisivi per l'Europa sud-orientale e il Mediterraneo, Rimini, Museo dell'Aviazione, 2002, ISBN non esistente.
- David Irving, La pista della volpe, Milano, Mondadori, 1978.
- E. Krieg, La guerra nel deserto - vol. 2 - La battaglia di El Alamein, Ginevra, Edizioni di Crémille, 1969.
- Arrigo Petacco, L'armata nel deserto, Milano, Mondadori, 2001.
- Raffaele Moncada, Ordine di Kesselring: arretrare combattendo. La battaglia di inseguimento a nord di Roma. Giugno 1944, Mursia, 2019, EAN 9788842558323.